# Acantholimon nikitinii
Acantholimon nikitinii är en triftväxtart som beskrevs av Igor Alexandrovich Linczevski. Acantholimon nikitinii ingår i släktet Acantholimon och familjen triftväxter. Inga underarter finns listade i Catalogue of Life.